# Elizabeth Panzer
Elizabeth Panzer ist eine US-amerikanische Harfenistin und Komponistin des Avantgarde Jazz und der improvisierten Musik.

## Biographie
Elizabeth Panzer studierte an der New Yorker Manhattan School of Music und ist Harfenistin bei der Bridgeport Symphony. Sie nahm mit ihrem Ensemble der Neuen Musik Stücke wie Speculum Musicae, North/South Consonance und das New Music Consort auf; außerdem arbeitete sie mit Jazzmusikern wie Reggie Workman (Cerebral Caverns), Butch Morris und ihrem eigenen Trio Talking Harp. Sie ist zudem Gründungsmitglied der Avantgardeband Dadadah. Des Weiteren wirkte sie 1989 bei dem Album World Beyond Words von Kali Fasteau mit; 1995 an Ralph Simons Album Music for the Millennium. Zu hören ist sie auch auf Philip Johnstons Album von 1998, Music for Films.
Einige ihrer Kompositionen für Solo-Harfe sind auf ihrem Album Dancing In Place veröffentlicht. Sie erhielt Kompositionsaufträge von Organisationen wie Meet the Composer und dem New York State Council of the Arts. Panzer ist musikalisch nach eigenen Angaben von Butch Morris, Reggie Workman, Gerry Hemingway, Anne LeBaron, LaDonna Smith, Anthony Braxton und Nils Vigeland beeinflusst.